# Aleksandra Nagórko
Aleksandra Nagórko (ur. 22 listopada 1974) – polska reżyser dźwięku i producentka muzyczna z Warszawy. Absolwentka Państwowej Szkoły Muzycznej II stopnia im. Józefa Elsnera w Warszawie i Akademii Muzycznej im. Fryderyka Chopina (wydział reżyserii dźwięku). Albumy produkowane przez Nagórko były wielokrotnie nominowane i nagradzane m.in. nagrodami Grammy czy Fryderykami a ona sama otrzymała min. Grammy 2012 w kategorii Best Choral Performance jako producentka i realizator dźwięku (obok Andrzeja Sasina) płyty Fonogrammi, Horn Concerto, Partita.